# Silbenschnitt
Der Silbenschnitt bzw. die Silbenschnittkorrelation oder die Anschlusskorrelation bezeichnet in der Sprachwissenschaft ein Merkmalpaar von Vokalen, die – je nach Terminologie – einerseits scharf geschnitten bzw. in festem Anschluss vorkommen können, andererseits sanft geschnitten bzw. in losem Anschluss.

## Silbenschnitt und Silbenphonologie
Die Intuition, dass bei einem Wort wie satt der Vokal [⁠a⁠] vom nachfolgenden [⁠t⁠] schärfer abgeschnitten wird als bei Saat, ist durchaus alt. Restle beschreibt entsprechende Formulierungen schon bei Grammatiken des 16. Jhd.s (Valentin Ickelsamer 1534). Silbenphonologisch gründet gemäß Eduard Sievers der Silbenschnitt darin, dass es zwei unterschiedliche Möglichkeiten gibt, Silben zu bestimmen. Er unterscheidet die Schallsilbe von der Drucksilbe. Die Schallsilbe ist eine Einheit, deren Kern gebildet wird durch ein Maximum in der Sonoritätshierarchie. Die Drucksilbe hingegen ist eine Einheit, deren Kern gebildet wird durch ein Maximum des Druckakzents.
Laut Sievers kommt es in deutschen Wörtern wie alle dazu, dass die Unterteilung in Schall- und Drucksilben nicht übereinstimmt. Einerseits habe es zwei Maxima in der Sonoritätshierarchie, nämlich die Vokale [⁠a⁠] und [⁠ə⁠]. Also bilde es zwei Schallsilben. Andererseits habe es im Druckakzent nur ein einziges Maximum. Also bilde es nur eine einzige Drucksilbe, die sich über zwei Schallsilben erstrecke. Zwischen den beiden Schallsilben – beim Konsonanten [⁠l⁠] – nehme die Sonorität ab, der Druck hingegen nicht. Also werde der Vokal [⁠a⁠] von dem [⁠l⁠] auf dem Maximum seines Druckakzents scharf abgeschnitten. Nikolai Sergejewitsch Trubetzkoy nennt dies einen festen Anschluss des Vokals an den folgenden Konsonanten. Utz Maas hat dafür die Notation /a↵lə/ vorgeschlagen.
Anders sieht es aus in einem Wort wie Ahle, wo die Unterteilung in Schall- und Drucksilben übereinstimmt. Sowohl Sonorität als auch Druck weisen zwei Maxima auf und nehmen in der Mitte ab. Also werde der Vokal [⁠a⁠] von dem [⁠l⁠] nicht auf dem Maximum seines Druckakzents scharf abgeschnitten, sondern sanft abgeschnitten nach Abklingen des maximalen Drucks. Dies nennt Trubetzkoy einen losen Anschluss des Vokals an den folgenden Konsonanten. Maas schlägt dafür die Notation /a→lə/ vor.

## Silbenschnitt im Deutschen
Die Vokale des Deutschen treten – wie auch die des Niederländischen oder des Englischen – in Paaren auf wie etwa [iː – ɪ] im Minimalpaar ⟨riet – ritt⟩ oder [eː – ɛ] im Minimalpaar ⟨Fehl – Fell⟩. In den meisten dieser Paare ([iː – ɪ, eː – ɛ, yː – ʏ, øː – œ, uː – ʊ, oː – ɔ]) unterscheiden sich die beiden Vokale in zwei verschiedenen Merkmalen: In Vokalquantität und -qualität. Es ist daher nicht klar, ob in einer Beschreibung des deutschen Vokalsystems die Vokalquantität als grundlegendes Unterscheidungsmerkmal dieser Paare gelten soll, aus dem die Vokalqualität als sekundäres Merkmal abzuleiten wäre, oder umgekehrt. Eine Lösung dieses Problems besteht darin, dass sowohl die Quantität als auch die Qualität als sekundäre Merkmale betrachtet werden, die abzuleiten sind aus dem primären Merkmal des Silbenschnitts bzw. Anschlusses.

## Messbarkeit
Das Problem bei der These, Vokalqualität und -quantität korrelierten mit dem Merkmal Silbenschnitt, liegt darin, dass keine messbaren Hinweise auf die Existenz dieses Merkmals gefunden worden sind. Gerade deshalb hat sich die Phonologie auch seit der Mitte des 20. Jahrhunderts nicht mehr mit dem Silbenschnitt befasst, sondern hat sich auf messbare Größen wie Vokalqualität oder -quantität beschränkt. Erst in den 1990er-Jahren ist die Diskussion des Silbenschnitts wieder aufgenommen worden, unter anderem von Theo Vennemann. Helmut Spiekermann hat in einer Untersuchung an deutschen Dialekten ein akustisches Korrelat des Silbenschnitts bei den mittel- und norddeutschen Varietäten gefunden. Ein artikulatorisches Korrelat der Silbenschnittopposition beschreiben Hoole et al.